# بیاملو
بیاملو یک منطقهٔ مسکونی در ایران است که در دهستان ماه‌نشان واقع شده‌است. براساس سرشماری مرکز آمار ایران در سال ۱۳۹۵، بیاملو ۲۰ نفر جمعیت دارد.